# Clarence D. Clark
Clarence D. Clark (Sandy Creek, 1851. április 16. – Evanston, 1930. november 18. vagy 1930. november 11.) az Amerikai Egyesült Államok szenátora (Wyoming, 1895–1917).